# La Ruse et l'Amour
Pour les articles homonymes, voir Patsy.
Pour plus de détails, voir Fiche technique et Distribution.
Patsy est un film américain réalisé par John G. Adolfi et sorti en 1917.

## Synopsis
Patsy, une jeune fille, est envoyé par son père vers l'est pour perfectionner son éducation. Elle se retrouve chez le fils d'un ami de son père, Dick, dont elle tombe amoureuse. Mais celui-ci est déjà engagé avec une vamp, Helene.

## Fiche technique
- Titre original : Patsy
- Réalisation : John G. Adolfi
- Scénario : Joseph F. Poland
- Producteur : William Fox
- Durée : 5 bobines[2]
- Date de sortie : 
  - États-Unis : 1er juillet 1917

## Distribution

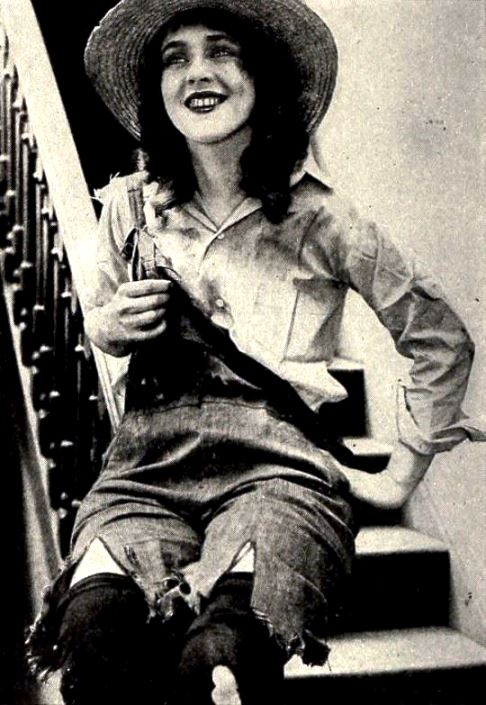
June Caprice dans Film Fun.

- June Caprice : Patsy Prim
- Harry Hilliard : Dick Hewitt
- John Smiley : John Primnel
- Edna Munsey : Helene Arnold
- Ethyle Cooke : Alice Hewitt
- Alma Muller : Patsy's Maid
- Fred Hearn : Griggs
- Jane Lee : Janie